# Governador-geral do Belize
O cargo de governador-geral do Belize é ocupado pelo representante do monarca do Belize, ao qual cabe exercer o poder executivo supremo na Comunidade das Nações. Atualmente o monarca do Belize é o Rei Carlos III, e a atual governadora-geral é Froyla Tzalam.